# Соломинка
Соло́минка — приспособление в виде трубочки для втягивания напитков из бокала в рот с целью их последующего проглатывания. Широко используется для питья разнообразных коктейлей и других напитков в ресторанах быстрого питания и барах.

## История
И только

  когда

    над пачкой соломинок

в коне заговорила привычка древняя,

толпа сорвалась, криком сломана:

– Жует!

  Не знает, зачем они.

Деревня!
В прошлом соломинка изготавливалась из соломы, содержащей пустотелые стебли злаковых, от чего и возникло название. Согласно легенде, первую искусственную соломинку из бумаги изобрёл Марвин Стоун, на что он получил патент США № 375962 в Вашингтоне 3 января 1888 года. У ранней бумажной соломинки был маленький диаметр, поэтому для увеличения скорости питья было распространено использовать их по несколько. Джозеф Фридман продолжил развитие конструкции, введя в соломинку гофрированный участок, позволяющий изгибать её для большего удобства использования, на что он получил 28 сентября 1937 года патент США № 2094268. После неудачной попытки продать своё изобретение он разработал несколько технологий, позволяющих массово производить данный тип соломинок, продвинув тем самым новинку на рынок.

Современные пластмассовые соломинки, распространённые в ресторанах быстрого питания, имеют диаметр, достаточный для комфортного питья с помощью одной соломинки. Пластиковую соломинку изобрёл американский инженер Арташес Айканян, который получил патент US4216801A в 1980 году.